# Mediterraneo (Toto Cutugno)
Mediterraneo è un album del cantautore italiano Toto Cutugno, pubblicato dall'etichetta discografica EMI nel 1987.
L'artista firma per intero 3 brani e partecipa alla stesura degli altri 8.
La prima versione dell'album conteneva 10 canzoni, poi dopo l'estate ci fu una riedizione con l'aggiunta di "Una domenica italiana" e un ordine diverso dei brani.
Questo l'ordine dei brani della prima versione: A --> Mediterraneo, C'est Venice, Il sognatore, Amico del cuore, Caspita; B --> Figli, Napoli, Canzone d'amore, Io amo, Hey guarda chi c'è.
La canzone d'apertura della riedizione, Una domenica italiana, fa da sigla all'edizione 1987-1988 di Domenica in. Presente anche Figli, seconda classificata al Festival di Sanremo, in occasione del quale vengono presentati da altri interpreti altri 3 pezzi inseriti qui nella versione dell'autore: Il sognatore, Canzone d'amore e Io amo, cantato nella manifestazione da Fausto Leali, che accompagna Cutugno nel brano Napoli.
Gli arrangiamenti del disco sono di Pinuccio Pirazzoli.

## Tracce

### Lato A
1. Una domenica Italiana
2. Io amo
3. Figli
4. C'est Venice
5. Il sognatore
6. Hei guarda chi c'è

### Lato B
1. Mediterraneo
2. Canzone d'amore
3. Napoli (feat. Fausto Leali)
4. Amico del cuore
5. Caspita

## Formazione
- Toto Cutugno – voce, pianoforte, tastiera, sax
- Roberto Barone – basso, cori
- Gaetano Leandro – sintetizzatore, programmazione
- Pinuccio Pirazzoli – chitarra
- Lele Melotti – batteria
- Gianni Madonini – programmazione
- Moreno Ferrara – chitarra, cori
- Paolo Steffan – programmazione, cori
- Pinuccio Angelillo – sax
- Viviana Tenzi, Bob Fiorino – cori